# Shaktoolik
Shaktoolik ist eine City im Nome Census Area des US-Bundesstaats Alaska. Bei der Volkszählung im Jahr 2020 hatte Shaktoolik 212 Einwohner mit einem Indigenen-Anteil von etwa 94 %.
Shaktoolik liegt an der Ostküste des Nortonsunds an der Mündung des Shaktoolik River in die gleichnamige Bucht.

## Geschichte
Am nahe gelegenen Cape Denbigh, einer National Historic Landmark, sind 6000–8000 Jahre alte Zeugnisse menschlicher Anwesenheit gefunden worden. Shaktoolik selbst wurde erstmals 1842–44 von Lawrenti Sagoskin, einem Offizier der Kaiserlich Russischen Marine, unter dem Namen „Tshaktogmyut“ kartiert. Der Name Shaktoolik ist von dem Unaliq-Wort „suktuliq“ abgeleitet und bedeutet so viel wie „weit verstreute Dinge“.
1933 wurde die Siedlung von der ursprünglichen Stelle 10 km flussaufwärts an die Mündung in den Norton Sound verlegt. Da sie dort schweren Stürmen von der offenen See ausgesetzt war, wurde sie 1967 nach einem Beschluss des Stadtrats 4 km nach Norden an ihre heutige Stelle verlegt.
Der Ort ist jedes Jahr Checkpoint am Iditarod-Hundeschlittenrennen.